# Tessenderlo
Tessenderlo (en limburguès Loei) és un municipi belga de la província de Limburg a la regió de Flandes. El nom prové de l'antiga Toxandria.

## Evolució demogràfica des de 1806
Font:INS

## Personatges il·lustres
- Kate Ryan, cantant.